# 张荣珍
张荣珍（1965年11月—），安徽宣城人，汉族，中国农工民主党党员。中华人民共和国政治人物、第十三届全国人民代表大会安徽地区代表。
2018年2月24日，当选为第十三届全国人大代表。